# パクトロス河で身体を洗うミダース王
『パクトロス河で身体を洗うミダース王』（パクトロスがわでしんたいをあらうミダースおう、仏: Midas se lavant dans le Pactole、英: Midas Washing at the Source of the Pactolus）は、17世紀フランスの巨匠ニコラ・プッサンが1627年ごろ、キャンバス上に油彩で制作した絵画である。やはりプッサンの手になる『ミダース王とバッカス』 (1624年ごろ、アルテ・ピナコテーク、ミュンヘン) 同様、オウィディウスの変身物語 (第11巻85-145) にあるミダース王とバッカスの逸話を主題としている。1871年にニューヨークのメトロポリタン美術館に入った最初の作品の1つで、以来、同美術館に所蔵されている。

## 作品
『変身物語』によると、ミダース王はバッカスの祭礼に参加した後、誤って捕らえられたバッカスの養い親シレノスをもてなした。このことに感謝したバッカスは、王に望みのものを何でも与えるといった。愚かな王は、自分の手に触れるものは何でも黄金に変えるように頼む。この望みはかなえられるが、自身が触れた飲食物まで黄金に変わってしまった結果、王は飢えることになった。そこで、ふたたびバッカスのもとへ行き、この黄金の呪縛から自身を自由にしてくれるように懇願する。バッカスはミダースをリュディアのパクトロス河上流にのぼらせ、彼がそこで身体を洗うと、望み通り自分の黄金を洗い流すことができた。
本作の画面下に見えるのがパクトロス河である。右手にいる2人のプットは、河の水を跳ね返しながら手にする壺に汲んでいる。中央には、この河の寓意像である河神が見える。左手奥では、王冠を被っていない、髭のあるミダース王が水で身体の黄金を流し去ろうとしている。この絵画では、斜線による人物と樹木、水流などの組み合わせが目立ち、それらの交差によるダイナミズムが支配的である。しかし、こうした画家の若い時期の手法にもかかわらず、岩石や樹木の量感表現が後代の重厚な様式を予告している。
絵画は、1677年のカミッロ・マッシモコレクションの蔵品目録で『我アルカディアにもあり』(1627年、チャッツワース・ハウス、イギリス) の対作品として記載されている。実際、両作品にはヴェネツィア派の強烈な色彩が用いられており、河神が姿を表していることで対画としての関係が強調されている。これらの作品はまた、「メメント・モリ」 (死を忘れるなかれ) の概念を表し、意味上でもつながりを持つ。
なお、コルシカ島のアジャクシオにあるフェッシュ美術館には、本作と同主題の作品が所蔵されている。フェッシュ美術館の作品では、マントに身を包み、王冠をつけて寄りかかっている人物がミダース王であろう。王は、彼が身体を洗った後の河の水をすくいとって、そこから黄金を探し出そうと跪いている青年を物思わし気に見つめている。

## ギャラリー

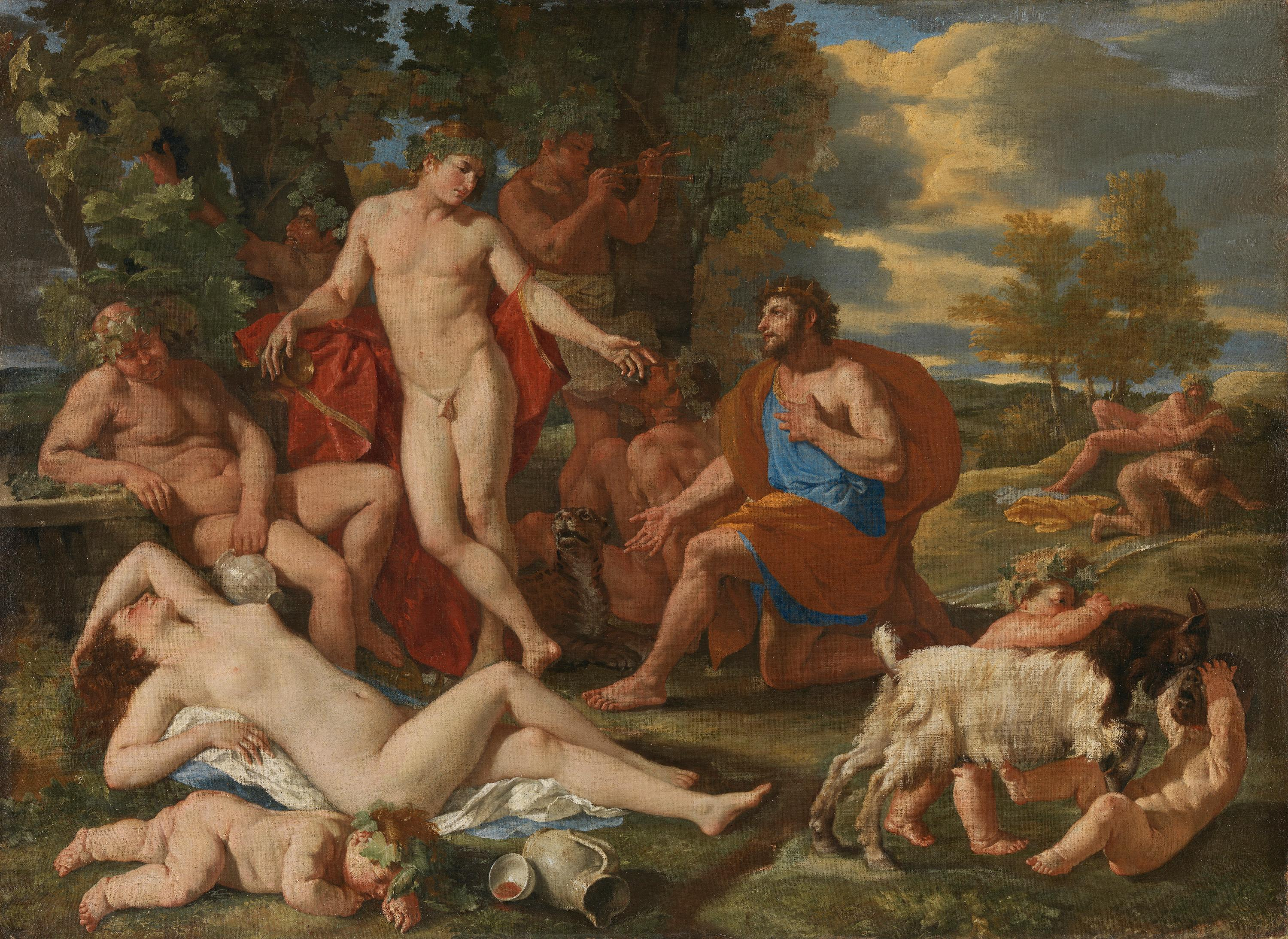
プッサン『ミダース王とバッカス』 (1624年ごろ)、アルテ・ピナコテーク、ミュンヘン
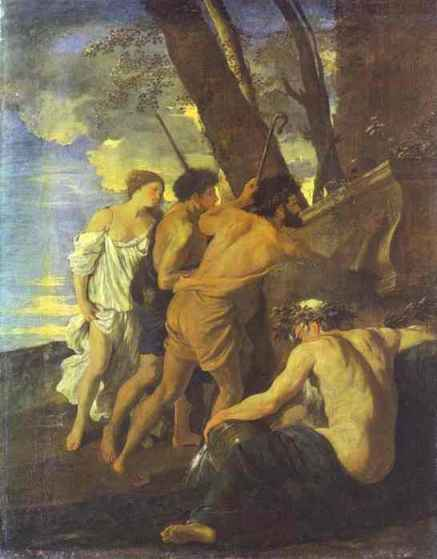
プッサン『我アルカディアにもあり』 (1627年)、チャッツワース・ハウス、イギリス
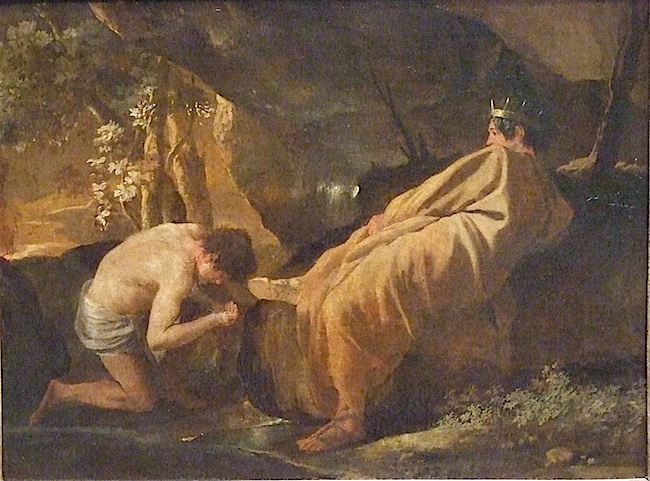
プッサン『パクトロス河で身体を洗うミダース王』 (1629-1630年ごろ)、フェッシュ美術館（英語版）、アジャクシオ